# Lotus 96T
Lotus 96T – samochód IndyCar, zaprojektowany przez Gérarda Ducarouge'a i Mike'a Coughlana i skonstruowany przez Lotusa. Nigdy nie wziął udziału w wyścigu.

## Historia
Samochód powstał na zlecenie byłego właściciela zespołu Formuły 2 Roya Winkelmanna, który pragnął wystawić go w serii IndyCar. Winkelmann chciał w ten sposób wskrzesić sukcesy Lotusa w wyścigu Indianapolis 500 z lat 60. Samochód bazował na podobnych liniach co Lotus 95T, ale był od niego solidniejszy i mocniejszy, jako że napędzał go doładowany silnik Ford Cosworth DFX o pojemności 2643 cm³. Nadwozie opierało się na monokoku z włókna węglowego i kevlaru. Ze względu na problemy finansowe (brak sponsorów) Roy Winkelmann nigdy nie wystawił jednak tego modelu w wyścigu.